# Bat-Ochiryn Bolortuyaa
Bat-Ochiryn Bolortuyaa (Бат-Очирын Болортуяа; Bulgan, 15 de maio de 1997) é uma lutadora de estilo-livre mongol, medalhista olímpica.

## Carreira
Bolortuyaa participou dos Jogos Olímpicos de Verão de 2020 em Tóquio, onde participou do confronto de peso mosca, conquistando a medalha de bronze após derrotar a camaronesa Joseph Essombe.